# Calyptra imperialis
Calyptra imperialis là một loài bướm đêm thuộc họ Noctuidae. Chúng được tìm thấy ở Ấn Độ.